# 高橋英利
高橋 英利（たかはし ひでとし、1961年11月3日 - ）は、日本の元競泳選手。東京都出身。1984年ロサンゼルスオリンピック・1988年ソウルオリンピック日本代表の高橋清美は実妹。

## 経歴
八王子高校、明治大学出身。
1982年世界水泳選手権では100m・200m背泳ぎでB決勝に進出。1982年アジア競技大会では200m背泳ぎと400mメドレーリレーで優勝し、100m背泳ぎでも2位に入った。
100m背泳ぎ・200m背泳ぎの日本記録保持者として臨んだ1984年ロサンゼルスオリンピック代表選考会では200m背泳ぎで当時高校生の鈴木大地に敗れ、代表入りは果たせなかった。